# You Make It Real
You Make It Real is de zesde single van James Morrison, en de eerste van zijn tweede studioalbum Songs for You, Truths for Me. De single is uitgebracht op 22 september 2008, een week voor de release van zijn album.

## Hitlijsten
| You Make It Real in de Nederlandse Top 40 - binnen 20 september 2008 | You Make It Real in de Nederlandse Top 40 - binnen 20 september 2008 | You Make It Real in de Nederlandse Top 40 - binnen 20 september 2008 | You Make It Real in de Nederlandse Top 40 - binnen 20 september 2008 | You Make It Real in de Nederlandse Top 40 - binnen 20 september 2008 | You Make It Real in de Nederlandse Top 40 - binnen 20 september 2008 | You Make It Real in de Nederlandse Top 40 - binnen 20 september 2008 | You Make It Real in de Nederlandse Top 40 - binnen 20 september 2008 | You Make It Real in de Nederlandse Top 40 - binnen 20 september 2008 | You Make It Real in de Nederlandse Top 40 - binnen 20 september 2008 | You Make It Real in de Nederlandse Top 40 - binnen 20 september 2008 | You Make It Real in de Nederlandse Top 40 - binnen 20 september 2008 |
| Week                                                                 | 1                                                                    | 2                                                                    | 3                                                                    | 4                                                                    | 5                                                                    | 6                                                                    | 7                                                                    | 8                                                                    | 9                                                                    | 10                                                                   |                                                                      |
| -------------------------------------------------------------------- | -------------------------------------------------------------------- | -------------------------------------------------------------------- | -------------------------------------------------------------------- | -------------------------------------------------------------------- | -------------------------------------------------------------------- | -------------------------------------------------------------------- | -------------------------------------------------------------------- | -------------------------------------------------------------------- | -------------------------------------------------------------------- | -------------------------------------------------------------------- | -------------------------------------------------------------------- |
| Nummer                                                               | 37                                                                   | 27                                                                   | 18                                                                   | 18                                                                   | 18                                                                   | 18                                                                   | 19                                                                   | 21                                                                   | 23                                                                   | 38                                                                   | uit                                                                  |